# Équipe du Gabon masculine de handball
L'équipe du Gabon masculine de handball est la sélection nationale représentant le Gabon dans les compétitions internationales masculines de handball.
L'équipe nationale n'a jamais participé à ce jour à un Championnat du monde. Elle a participé par contre à diverses éditions du Championnat d'Afrique des nations, obtenant son meilleur résultat, une 5e place, sous la direction de Jackson Richardson et Pablo Morel lors de l'édition 2018 organisée à domicile.

## Parcours en compétitions internationales
Championnats d'Afrique des nations
- non qualifié entre 1974 et 1998
- 6e place en 2000
- 12e place en 2002
- non qualifié en 2004
- 8e place en 2006
- non qualifié en 2008
- 9e place en 2010
- 11e place en 2012[1]
- 9e place en 2014
- 11e place en 2016
- 5e place en 2018
- 8e place en 2020
- 9e place en 2022
- 11e place en 2024